# Stenbjerg (Thy)
 For alternative betydninger, se Stenbjerg. (Se også artikler, som begynder med Stenbjerg)
Stenbjerg (på thybomål Stjennbjerg) er en kystby og fiskerleje i Nørhå Sogn i Thy.
Landsbyen er sandsynligvis opstået sidst i 1600-tallet som et tilflugtssted for ofrene for tidens voldsomme sandflugt, der lagde mange landsbyer øde. Berøvet de tidligere marker måtte egnens beboere dyrke så meget de formåede og derudover søge deres udkomme ved fiskeri fra Vesterhavskysten. I starten af 1900-tallet bevirkede ændringer i fiskemetoderne at det blev nødvendigt at bygge redskabshuse ved stranden. Det erhvervsmæssige fiskeri ophørte i 1972 og i 2000 blev redskabshusene restaureret og området og bygningerne benyttes i dag af fritidsfiskere, men et af dem indeholder en lille udstilling om naturen og landskabet. Ved stranden findes også et redningshus fra 1931 med en redningsbåd fra 1892 og en del andre ting med relation til redningsvæsen.
P.S. Krøyer og Marie Krøyer boede på Stenbjerg Kro i 2 måneder i 1899 og begge arbejdede under opholdet. P.S. Krøyer malede f.eks. et billede af Marie Krøyer, der maler siddende på stranden. Maleren Jens Søndergaard havde et sommerhus i området, og både han og hans datter Anelise Søndergaard har brugt motiver fra egnen.
I 1965 blev filmen Dyden går amok optaget i Stenbjerg.
- Redningsstationen
- Fiskerhusene set mod øst
- Stensbjerg Båke
- Redningsstation